# Grønlandske kroner
Grønlandsk kroner (grønlandsk:koruuni) var en planlagt fremtidig valuta for Grønland, som i dag bruger danske kroner. I en afstemning i midten af oktober 2009, bestemte Grønland sig for at fortsætte med at bruge danske kroner 

## Historiske grønlandske kroner
I anden halvdel af 1800-tallet, mens Grønland fortsat havde status som koloni, var der flere mineselskaber, som udstedte deres egne penge. Zinkpenge blev også introduceret i den nyetablerede handelskoloni i Ammassalik (grundlagt 1894). Mellem 1926 og 1964 introducerede Den Kongelige Grønlandske Handel, som havde handelsmonopol med Grønland, en serie mønter, som skulle bruges på Grønland. Administrationen på Grønland udstedte egne sedler frem til 1968.

## Nye grønlandske kroner
I 2006 kundgjorde den danske regering og Grønlands Hjemmestyre, at de var kommet til enighed om at udstede en grønlandsk version af den danske krone. Pressemeldingen lyder:
| Citat                 | Statsministeren og Grønlands landsstyreformand har i forståelse med Danmarks Nationalbank aftalt at igangsætte et arbejde, som kan lede frem til udstedelsen af særlige grønlandske pengesedler som betalingsmiddel i Grønland. | Citat |
| Danmarks Nationalbank | |       |

Lovforslaget om egen valuta (Lov om pengesedler i Grønland) beskrev møntenheden som 1 koruuni.
I sin årsberetning for 2007 skrev Danmarks Nationalbank, at loven trådte i kraft 1. juli 2007, men siger dog, at det fortsat vil være danske kroner, som er gældende på Grønland, både hvad gælder mønter og sedler, ligesom på Færøerne. De nye sedler skulle smykkes af Naja Abelsen, og det var planlagt, at de skulle præsenteres for Landsstyret i sommeren 2008.

## Links
- Mønter fra Grønland
- Ron Wise's Banknoteworld: Greenland Arkiveret 10. marts 2008 hos  Wayback Machine
- Historisk oversigt over Grønlands valuta (engelsk) Arkiveret 26. september 2007 hos  Wayback Machine